# Kenya Okazaki
Kenya Okazaki (født 31. maj 1990) er en japansk fodboldspiller, som spiller for den japanske fodboldklub Montedio Yamagata.